# Kostko Markowycz
Kostko Petrowycz Markowycz, także Kostiantyn, Kost' (ukr. Костянтин Петрович Маркович, ur. 20 września 1968 w Lwowie) – ukraiński malarz, ikonograf, grafik. Syn znanego grafika Petra Markowycza. Po matce Wiri – wnuk patriarchy UAKP Dymytrija (Wołodymyra Jaremy). Członek Narodowego Związku Artystów Ukrainy (1999), Ukraińskiego Związku Ikonografów (2012). Zasłużony Malarz Ukrainy (2016).

## Biografia
Kostko Markowycz urodził się 20 września 1968 roku we Lwowie.
W 1987 r. ukończył Lwowskie Państwowe Liceum Sztuk Użytkowych i Dekoracyjnych im. Iwana Trusza, a w 1993 r. Lwowski Instytut Sztuki Użytkowej i Dekoracyjnej (pedagodzy: Jewhen Łysyk, Karło Zwiryńskyj, Wołodymyr Owsijczuk, Serhij Babkow).
Od 1993 r. pracował jako wykładowca w katedrze rysunku i malarstwa artystycznego w Lwowskim Kolegium Sztuki Dekoracyjnej i Użytkowej im. Iwana Trusza. Od 1998 r. pracuje w Katedrze Sztuki Sakralnej Lwowskiej Narodowej Akademii Sztuk Pięknych: od 2005 r. jako docent.

## Dorobek
Pracuje głównie w dziedzinie sztuki sakralnej, tworząc w takich technikach jak ikonopisarstwo, malarstwo ścienne, mozaika, sgraffito. Jest liderem grupy ikonograficznej „Fawor”, z którą od 1996 r. realizował projekty polichromii świątynnych. Pracował w ponad 20 świątyniach na Ukrainie, w Rumunii, Polsce, Słowacji i Kanadzie. Uczestnik wielu międzynarodowych plenerów ikonograficznych, w szczególności w latach 2010–2024 brał udział w Międzynarodowych Warsztatach Ikonopisów w Nowicy. Inne zainteresowania twórcze: pastel, grafika książkowa, czcionki.
Jest autorem kilku wystaw indywidualnych we Lwowie, Kijowie i innych miastach Ukrainy.
Kostko Markowycz głęboko rozumie wielowiekowe tradycje sztuki sakralnej. Trzyma się ustalonych zasad dawnego ikonopisarstwa bizantyjsko-ruskiego, ale jednocześnie dodaje do swoich kompozycji własną wizję twórczą i oryginalną interpretację. Jego styl charakteryzuje się surowością, czystością i wzniosłym, transcendentnym brzmieniem obrazów. Ikony Markowycza, choć zachowują duchową, estetyczną i formalną tradycję, są jednocześnie dziełami współczesnymi. Wyróżniają się niestandardowym podejściem do kanonicznych motywów. Markowycz często dodaje do swoich przedstawień cytaty z Pisma Świętego, mistrzowsko napisane czcionkami cyrylicy. Wykonanie tych napisów świadczy o jego wysokim profesjonalizmie: wyrafinowana grafika i trafnie dobrany tekst wzbogacają kompozycyjno-rytmiczną strukturę ikony i znacznie pogłębiają jej duchową treść. Artysta w przemyślany sposób używa chrześcijańskiej symboliki kolorów, unikając ostrych kontrastów. Jego kolory są subtelnie zharmonizowane i podporządkowane treści dzieła.
Ponadto K. Markowycz prowadzi działalność naukową, badając ikonografię malarstwa ściennego świątynnego oraz ukraińskie ikonopisarstwo XV-XVII w. W 2020 r. napisał podręcznik „Kompozycja ikony, Synteza treści i formy” (wspólnie z Tarasem Łesiwem). Opracował i wydał dwutomową monografię swojego dziadka, patriarchy Dymytra, zatytułowaną „Ikonopisarstwo Zachodniej Ukrainy XVI - pocz. XVII w.” (za co w 2018 r. otrzymał nagrodę im. Swiatosława Hordyńskiego Lwowskiej Obwodowej Administracji Państwowej).
Do najważniejszych prac należą:
- Ikona Bogurodzicy Wcielenia na dziedzińcu Cerkwi Zaśnięcia Najświętszej Marii Panny we Lwowie (1994);
- Seria malarstwa na szkle „Męka Pańska” (1995–1997);
- Ikony do ikonostasu, cykl kompozycji wiszących i polichromia Cerkwi Narodzenia Bogurodzicy w Stebnyku, rejon drohobycki (1995—1999, grupa „Fawor”);
- Cykl ikonograficzny „Boże Narodzenie” (1999—2000);
- Ikony – „Święci ukraińscy nowomęczennicy” (1998), „Święty męczennik Merkuriusz”, „Święty męczennik Pantelejmon” (1999, obie w Cerkwi Zaśnięcia Najświętszej Marii Panny we Lwowie);
- Polichromie w ukraińskich cerkwiach w Rumunii: Podwyższenia Krzyża Świętego w Syhocie Marmaroskim, 1996—1997; Świętego Włodzimierza w Lugoju, 2001—2004; Świętych Apostołów Piotra i Pawła we wsi Krasna, 2002—2006 (grupa „Fawor”);
- Zaoltarzowa ikona mozaikowa „Bogurodzica Hodigitria” (2000, Cerkiew Świętego Włodzimierza w Winnikach);
- Polichromia Cerkwi Włodzimierza i Olgi we Lwowie (zbudowanej według projektu architekta Myrona Wendzyłowycza), 2002—2011 (grupa „Fawor”);
- Ikony do ikonostasu Soboru Opieki Matki Bożej w Równem (2005—2006, grupa „Fawor”);
- Projekt i nadzór artystyczny nad wykonaniem mozaikowego tryptyku na fasadę ukraińskiej Cerkwi Opieki Matki Bożej (Melbourne, Australia, 2008);
- Polichromia Cerkwi Świętego Apostoła Andrzeja we wsi Chorużiwka, obwód sumski (2007—2009, grupa „Fawor”);
- Zaoltarzowa ikona „Złożenie Szaty Bogurodzicy” (klasztor na Świętej Górze, rejon złoczowski, obwód lwowski, 2009);
- Polichromia Cerkwi Świętego Włodzimierza w Nowym Rozdole (2010—2012, grupa „Fawor”);
- Cykl ikonograficzny „Droga Krzyżowa” i polichromia Cerkwi Przeniesienia Relikwii Świętego Mikołaja we Lwowie (2014—2019);
- Polichromia Cerkwi Świętego Eliasza we wsi Jelechowice, rejon złoczowski, obwód lwowski (2011—2020, grupa „Fawor”);
- Polichromia Cerkwi Przeniesienia relikwii Świętego Mikołaja w Rzeszówie, Polska (2013–2014, grupa „Fawor”);
- Dekoracja fasad Cerkwi Archanioła Michała we wsi Podhorodne, rejon złoczowski, w technice sgraffito (2016—2019, grupa „Fawor”);
- Ikony do ikonostasu Cerkwi Świętych Męczennic Wiary, Nadziei, Miłości i Zofii w Złoczowie (2020);
- Projekt ikonostasu, kompozycji mozaikowych i wykonanie ikon do Cerkwi Zgromadzenia Bogurodzicy w klasztorze oo. Bazylianów w Brzuchowicach, obwód lwowski (2018—2023);
- Ikony do ikonostasu i polichromia sanktuarium Cerkwi Świętego Józefa w Oakville (Kanada, 2022—2024).

## Nagrody
- Zasłużony Malarz Ukrainy (1 grudnia 2016)[1].
- Lwowska Nagroda Obwodowa im. Swiatosława Hordyńskiego (2018)[2].

### Inne wydania
- Wiara i forma: Nowa ikona. — Warszawa: Mowią Wieki, 2021. — s. 98. — (Nowa Ikona). — ISBN 9788386156641.
- Jakubowska-Krawczyk K., red. 2024. Nowa ikona : w drodze. Korecki T. Przetłumaczone przez. Nowica: Stowarzyszenie Przyjaciół Nowicy, s. 52.
- Kost Markovych // Contemporary Sacred Art. Сучасне сакральне мистецтво / Люсія Бондар, Марія Цимбаліста. — Київ : УКМГРУПА, 2024. — С. 114—119. — ISBN 978-617-8417-01-7.